# Dahl Erik Olsson
Dahl Erik "Dal Jerk" Olsson, född 1806, död 1861, var en musiker från Rättviks socken.
Tåg i Bergslagen har ett tåg uppkallat efter honom, Dal Jerk.